# 让-雅克·奥诺拉
让-雅克·奥诺拉（法語：Jean-Jacques Honorat，1931年4月1日—2023年7月26日）是一名海地政治人物，於1991年至1992年擔任海地總理，时任总统为让-贝特朗·阿里斯蒂德。奥诺拉在1991年政变后就职，政变推翻了让-贝特朗·阿里斯蒂德总统及其任命的勒内·普雷瓦尔总理。奥诺拉于1931年4月1日出生于海地首都。1991年10月到年底亦担任外交和宗教部长。